# Schmidt-Römhild

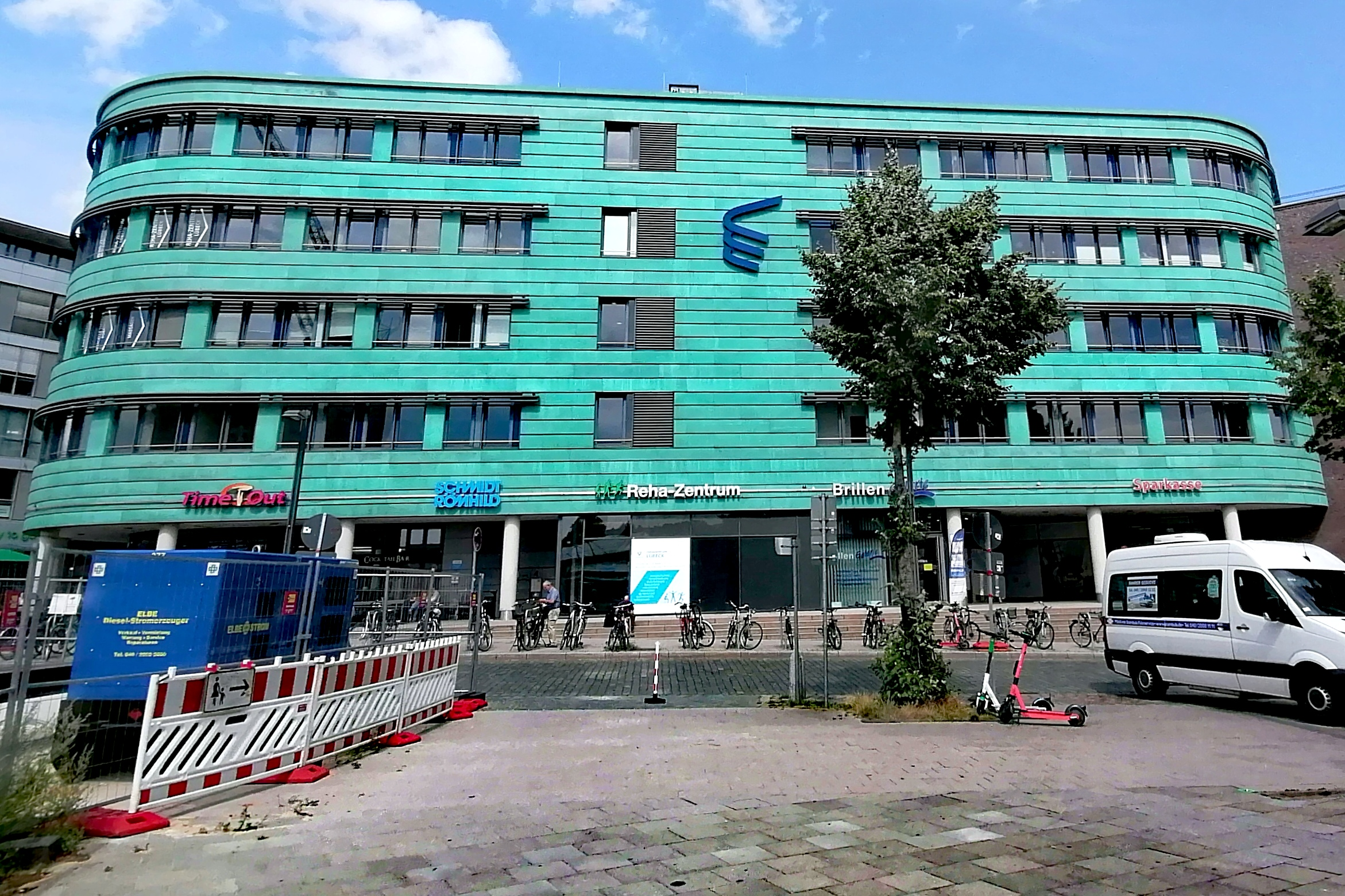
Verlag in den LindenArcaden seit 2021

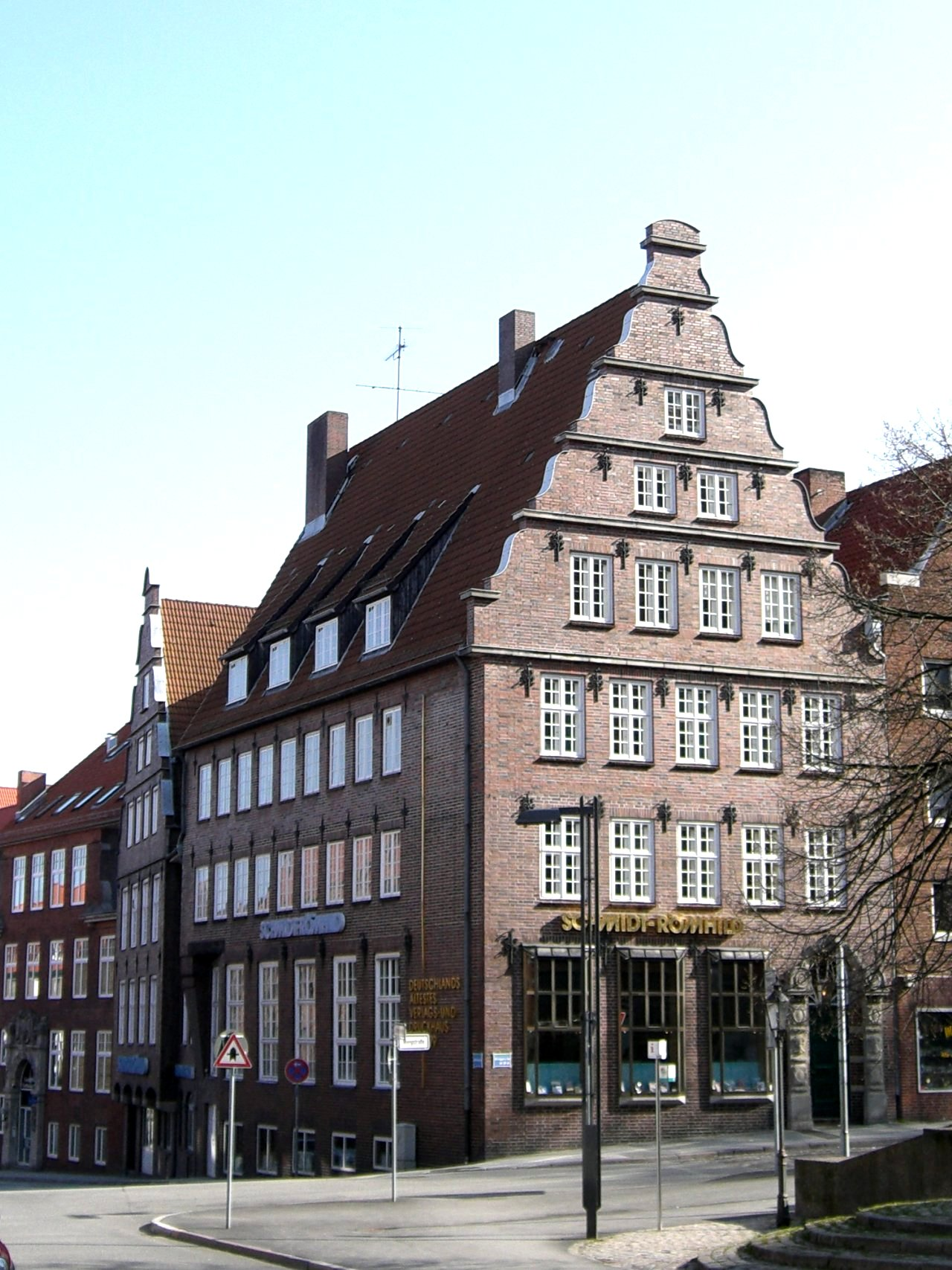
Verlagshaus bis 2021

Der Verlag Max Schmidt-Römhild GmbH & Co. KG in Lübeck ist Deutschlands ältestes Verlags- und Druckhaus. Seit Ende 2017 gehört der im Jahr 1579 gegründete Verlag zur Ippen-Gruppe.

## Geschichte
Der Lübecker Verlag Schmidt-Römhild führt seine Tradition und Entstehung in ungebrochener Folge von Unternehmensübergängen durch Erbgang, Heirat und Unternehmensverkäufe auf den Buchhändler und Verleger Lauritz Albrecht († 1605) zurück, der als solcher im Jahr 1579 erstmals urkundlich in Lübeck erwähnt wird. Die Druckerei wird erstmals im hierfür erforderlichen Ratsprivileg der Hansestadt von 1599 genannt. Der Verlag befindet sich in der Mengstraße 16 in der Lübecker Altstadt, ein paar Häuser neben dem Buddenbrookhaus und gegenüber der Marienkirche und den Fundamentsteinen der ehemaligen Kapelle Maria am Stegel. Das Gebäude wurde im Zweiten Weltkrieg zerstört und wieder aufgebaut. Der Verlag plante seinen Umzug für September 2020, weil die zur Verfügung stehenden 1700 Quadratmeter Fläche nicht mehr benötigt wurden. Das Gebäude wurde an die Hansestadt Lübeck vermietet, die dort Teile der Verwaltung unterbringt. Die Druckerei war schon früher in die Grapengießerstraße verlegt worden.

## Verlagsprogramm
Das Verlags- und Druckhaus ist einerseits im Bereich der Telefon- und Adressbücher und andererseits im Bereich der Verzeichnismedien tätig. Es gehören einige Titel sowie das Telefonbuch für Lübeck, Ostholstein dazu. Die „gewusst-wo“-Stadt- und Branchen-Infos werden mit Unterstützung der Stadtverwaltungen und verschiedener Wirtschaftsorganisationen für viele Städte und Regionen herausgegeben, unter anderem für Lübeck, Kiel, Flensburg, Dortmund, Wiesbaden und Mainz. 2016 wurde in Berlin die gewusst-wo Berlin Brandenburg GmbH als eigenständige Gesellschaft für die Region Berlin und Brandenburg gegründet. Einer der Gesellschafter ist die Max Schmidt-Römhild GmbH & Co.KG. Das Angebot umfasst Onlineprodukte.
Das seit 1798 erscheinende Lübecker Adressbuch verweist auf einen sehr wesentlichen weiteren Bereich des Verlagsprogramms: die Literatur um und über die Hansestadt Lübeck, ihre Geschichte und ihre Bürger und Einwohner. Dieser Teilbereich des Verlages wurde bereits bei Gründung des Verlages mit dem Druck einer Geschichte Holsteins (1599) und einer Geschichte Mecklenburgs (1600) aufgenommen. Literatur für und von Lübeck ist eine wesentliche Domäne der verlegerischen Tätigkeit von Schmidt-Römhild.
Zudem verlegt Schmidt-Römhild eine Reihe von Fachzeitschriften, etwa die IHK-Zeitschrift für Lübeck, Kiel, Flensburg sowie mobil und sicher und sechs weitere Journale. Online-Apps der Zeitschrifteninhalte, weitere Apps und Netzwerkanwendungen sowie Online- und Mobildatenbanken vervollständigen das Verlagsprogramm.